# Péter Szondi
Péter Szondi, född 27 maj 1929 i Budapest, död 18 oktober 1971 i Västberlin, var en ungersk-tysk litteraturvetare och filolog. 

## Biografi

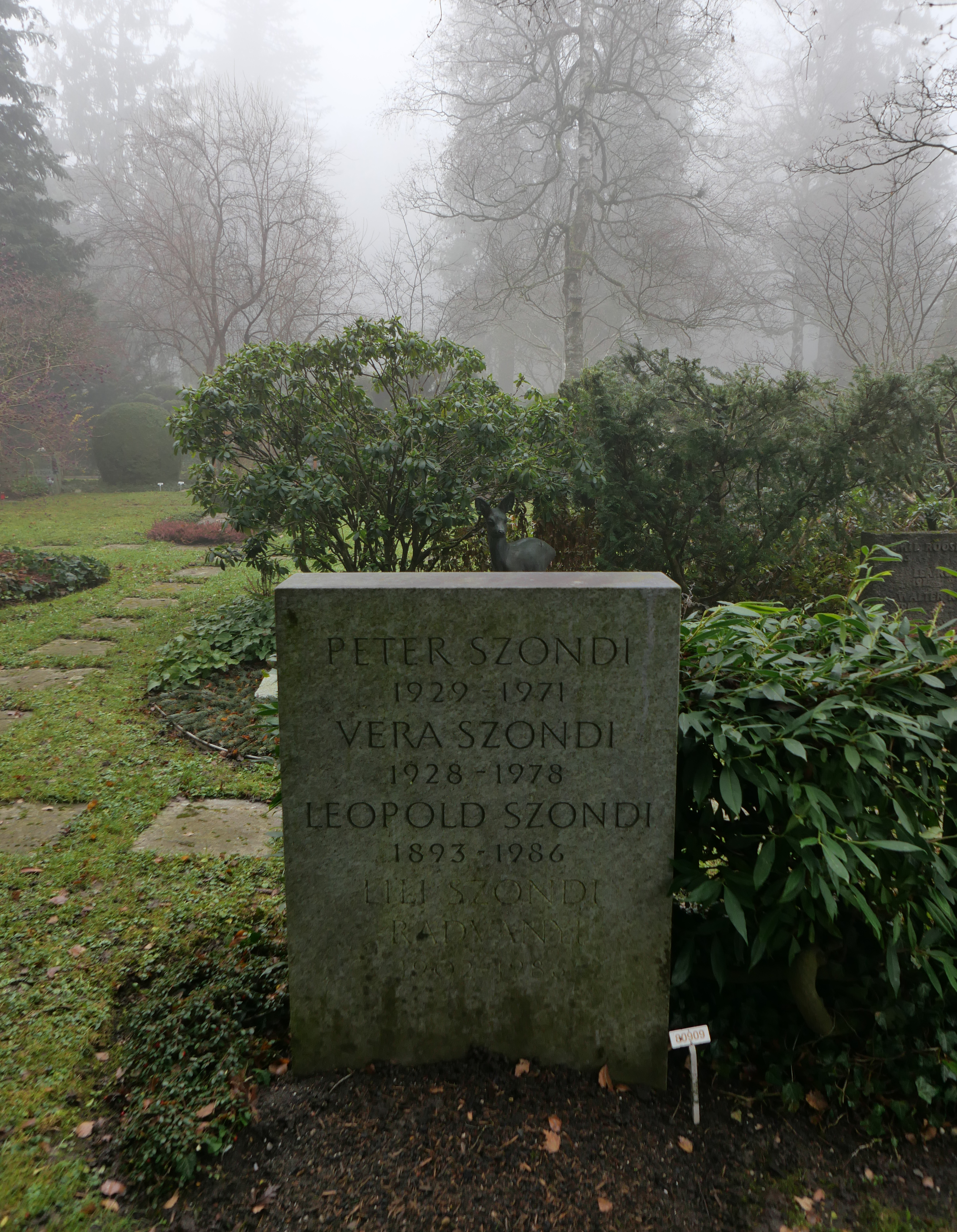
Familjegraven.

Szondi var son till den ungersk-judiske psykoanalytikern Léopold Szondi (1893-1986). I juli 1944 deporterades familjen av nazisterna till koncentrationslägret Bergen-Belsen, men lyckades i december ta sig till Schweiz per tåg i en räddningsaktion organiserad av Rudolf Kasztner. Från 1945 studerade han germanistik, romanistik och filosofi i Zürich och Paris, och 1956 doktorerade han vid Zürichs universitet på en avhandling om den moderna dramatiken. 1960/61 erhöll han sin habilitation vid Freie Universität Berlin, och från 1965 var han professor i litteraturhistoria och komparativ litteraturforskning vid samma universitet. Han var även verksam som gästprofessor i Princeton och Jerusalem.
Som litteraturvetare kan Szondi placeras i en hermeneutisk tradition efter Friedrich Schleiermacher, men kom samtidigt att utveckla denna genom en förening med kritisk teori, strukturalism och dekonstruktion.
1971 begick han självmord genom dränkning i Halensee i Berlin. Szondi hittade sin sista viloplats på Flunterns kyrkogård i Zürich. Hans far Leopold och hans mor Ilona ”Lili” Livia, född Radványi (1902-1986), samt hans syster Vera (1928-1978), som var läkare, ligger också begravda i graven.